# Writing on the Wall
Writing on the Wall è un singolo del rapper statunitense French Montana, pubblicato il 26 settembre 2019 come terzo estratto dal terzo album in studio Montana.
Il brano vede la partecipazione dei rapper statunitensi Post Malone e Cardi B e del produttore musicale giamaicano Rvssian.

## Video musicale
Il video musicale, diretto da Myles Whittingham e French Montana, è stato reso disponibile il 27 settembre 2019.

## Tracce
Testi e musiche di Karim Kharbouch, Austin Post, Belcalis Almanzar, Tarik Johnston, Louis Bell, Cashio, Azul, Richard McClashie e Stephen McGregor.
1. Writing on the Wall (feat. Post Malone, Cardi B & Rvssian) – 3:21

## Formazione
Musicisti
- French Montana – voce
- Post Malone – voce aggiuntiva
- Cardi B – voce aggiuntiva
- Rvssian – voce aggiuntiva

Produzione
- Louis Bell – produzione
- Rvssian – produzione
- Stephen McGregor – produzione, assistenza al missaggio, assistenza alla registrazione
- Baruch "Mixx" Nembhard – assistenza alla registrazione

## Successo commerciale
Nella Official Singles Chart britannica ha debuttato alla 44ª posizione con 11 797 unità vendute, diventando il decimo ingresso di French Montana.

## Classifiche
| Classifica (2019-20) | Posizione massima |
| -------------------- | ----------------- |
| Australia            | 43                |
| Belgio (Fiandre)     | 96                |
| Belgio (Vallonia)    | 87                |
| Canada               | 18                |
| Grecia               | 21                |
| Irlanda              | 42                |
| Lettonia             | 41                |
| Lituania             | 30                |
| Norvegia             | 19                |
| Portogallo           | 85                |
| Regno Unito          | 44                |
| Repubblica Ceca      | 80                |
| Romania              | 75                |
| Slovacchia           | 40                |
| Stati Uniti          | 56                |
| Svezia               | 40                |
| Svizzera             | 54                |
| Ungheria             | 33                |